# Vorvaňovití
Vorvaňovití (Physeteridae) je čeleď kytovců, která má pouze jediného zástupce – vorvaně obrovského. 
V minulosti se k vorvaňovitým (Physeteridae) řadili ještě dva zástupci rodu Kogia, a sice kogie tuponosá (Kogia breviceps) a kogie Owenova (Kogia sima). Těmto dvěma kytovcům však byla vyčleněna samostatná čeleď kogiovití (Kogiidae). Vorvaňovití a kogiovití tak představují úzce spjatou sesterskou skupinu, což bylo opakovaně potvrzeno genetickými studiemi. Kogiovití a vorvaňovití bývají spojováni do kladu (nadčeledi) Physeteroidea, který představuje bazální klad samotných ozubených.